# Сергиевич, Пётр Александрович
Пётр Александрович Сергиевич (бел. Пётра (Аляксандравіч) Сергіевіч; 1900—1984) — белорусский живописец и график. Заслуженный деятель искусств Литовской ССР (1965).

## Биография
Родился 10 июля 1900 года в д. Ставрово Новоалександровского уезда Ковенской губернии Российской империи (ныне Браславский район, Витебская область, Республика Беларусь).
Первоначальные художественные навыки получил в Вольной школе рисования и живописи Адомаса Варнаса в Вильно. Затем учился на художественном факультете Виленского университета (1919—1922) у Фердинанда Рущица и Людомира Слендинского, затем в Краковской Академии Художеств (1924—1925).
Участник художественных выставок со 2-й половины 1920-х годов.
Художественной завершенностью и глубоким психологизмом отличаются живописные портреты Сергиевича, значительное место в его творчестве занимает купаловская тема, образ поэта. Также его полотна посвящены жизни людей труда, теме Великой Отечественной войны, красоте родной природы.
Сергиевич работал также в станковой и книжной графике, писал иконы, является автором росписей ряда костёлов (в Солах, Жодишках, Сморгони).
В 1940-х годах принимал участие в передаче ценностей Вильнюсского Белорусского музея из Вильнюса в Минск.
Умер в 1984 году в Вильнюсе. Похоронен на Антакальнисском кладбище, рядом похоронена жена Станислава (1910-1995).
Фонды Государственного литературного музея Янки Купалы в Минске насчитывают 14 картин Петра Сергиевича. Две картины хранятся в Корпоративной коллекции Белгазпромбанка.

## Творчество
Его творчество отличается образностью пластического и композиционного решения, эмоциональным строем, интересом к самобытности белорусской народной культуры, иногда алегоричностью и романтичностью.
Художественной завершенностью, глубоким психологизмом, философским звучанием выделяются живописные портреты: «Портрет матери» (1929), С. Гляковскага (1938), «Белорусский учительница» (1938 г.), «Григорий Ширма» (1930-40-е г.), «Девушка в синем сарафане», «Автопортрет» (оба 1940), «Крестьянин» (все 1946), «Портрет жены» (1946, 1957), «Председатель колхоза» (1952), «Землемер» (1956), «Столяр», «Нарочанский рыбак» и др.
Историческое прошлое родной земли, деятельность её сыновей отражают следующие картины: «Всеслав Полоцкий» (1932), «Кастусь Калиновский среди повстанцев 1863 года» (1955), «Скорина в типографии» (1957), «К. Калиновский и В. Врублевский на осмотре повстанцев» (1959), «Скорина в рабочем кабинете» (1960), «Арест П. Багрима» (1970) и др.
Значительное место в творчестве П. Сергиевича занимала купаловская тема: «А кто там и где?», «Звонарь» (2 варианта), «А ты, сирота, живи» (все тысячу девятьсот сорок семь), «Гусляр», этюды на темы поэмы Я. Купалы «Она и я» — «Пахота» и «На сенокос» (1959), «Портрет Доминика Луцевича» (1971), триптих на темы стихотворения Я. Купалы «А Зезюлько куковала» — «Колыбельная», «Ясевым университеты», «Сеятель» (1970-е г.) и др.
Жизни крестьян Западной Беларуси посвящены полотна «Перевозка строительного груза через озеро Богино» (1926), «за прялки», «Жизнь», «Свадьба в Беларуси» (все тысяча девятьсот двадцать девять), «залета» (1930), «Беларусы» (1930-е г.), «Путём жизни» («Путевые», 1934), «Пахарь» (1938 г.), «Кузнец кует коня» (1939), революционным событиям в Литве — «Демонстрация безработных в Каунасе в 1925 году» (1954). Революционным пафосом наполнено картина «гребец» («Вопреки бури», 1940, 2 варианта). Тему Великой Отечественной войны отражают портрет «Партизан Федя» (1943), картина «В партизанской кузницы» (1945). Прелесть родной природы воспевается в пейзажах «Забытая колокольня» (1936), «Ночь» (1941 г.), «Под снежной покрывалом» (1942), «Весенняя сказка» (1957), тематической картине «Вечерняя баллада» (1970) и др.
Работал также в станковой (серия портретов «Белорусские народные типы», 1930-е г.) и книжной (оформлял журнал «Неман», 1931-32; книги М. Мошары «На солнечный берег!», 1934 и «На весны», 1935, и др.) графике.
Выполнил росписи в храмах в Солах (1934), Сморгони (1936), Шерешеве (1938 г.); в бернардинским костеле в Гродно, оформил костел в Корте (Украина; 1930-е г.). Автор икон «Св. Франциск» (1934), «Богоматерь Порозовский» (1937) и др.
Фонды Государственного литературного музея Янки Купалы в Минске насчитывают 14 картин Петра Сергиевича, среди которых — «А кто там идет» (1945), «Портрет Владиславы Станкевич» (1952), «Янка Купала за чтением своих произведений в таверне» (1957) и г. п.[прояснить] Две его работы — «А ты, сирота, живи!» и «Звонарь» — являются частью новой стационарной экспозиции музея.

## Память

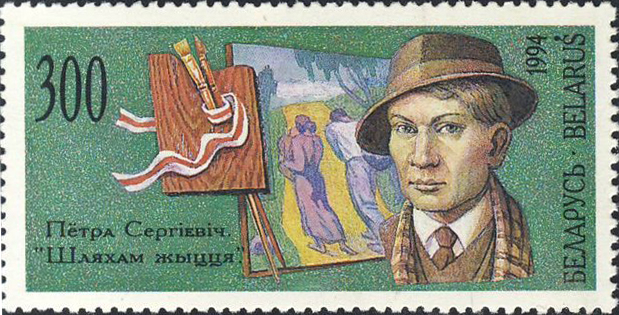
Почтовая марка Белоруссии

- В Вильнюсе была установлена мемориальная доска, посвященная Сергиевичу, где было написано: «В этом доме жил 1942—1984 белорусский художник заслуженный деятель искусств Литвы Петр Сергиевич» (на литовском и белорусском языках)[4].
- Имя Петра Сергиевича носит одна из улиц Минска.
- В 1994 году была выпущена почтовая марка Белоруссии.
- Работы Петра Сергиевича были подарены посольству Беларуси в США[5].

## Награды и звания
- Заслуженный деятель искусств Литовской ССР (1965).